# Orde van de Gunstige Wolken

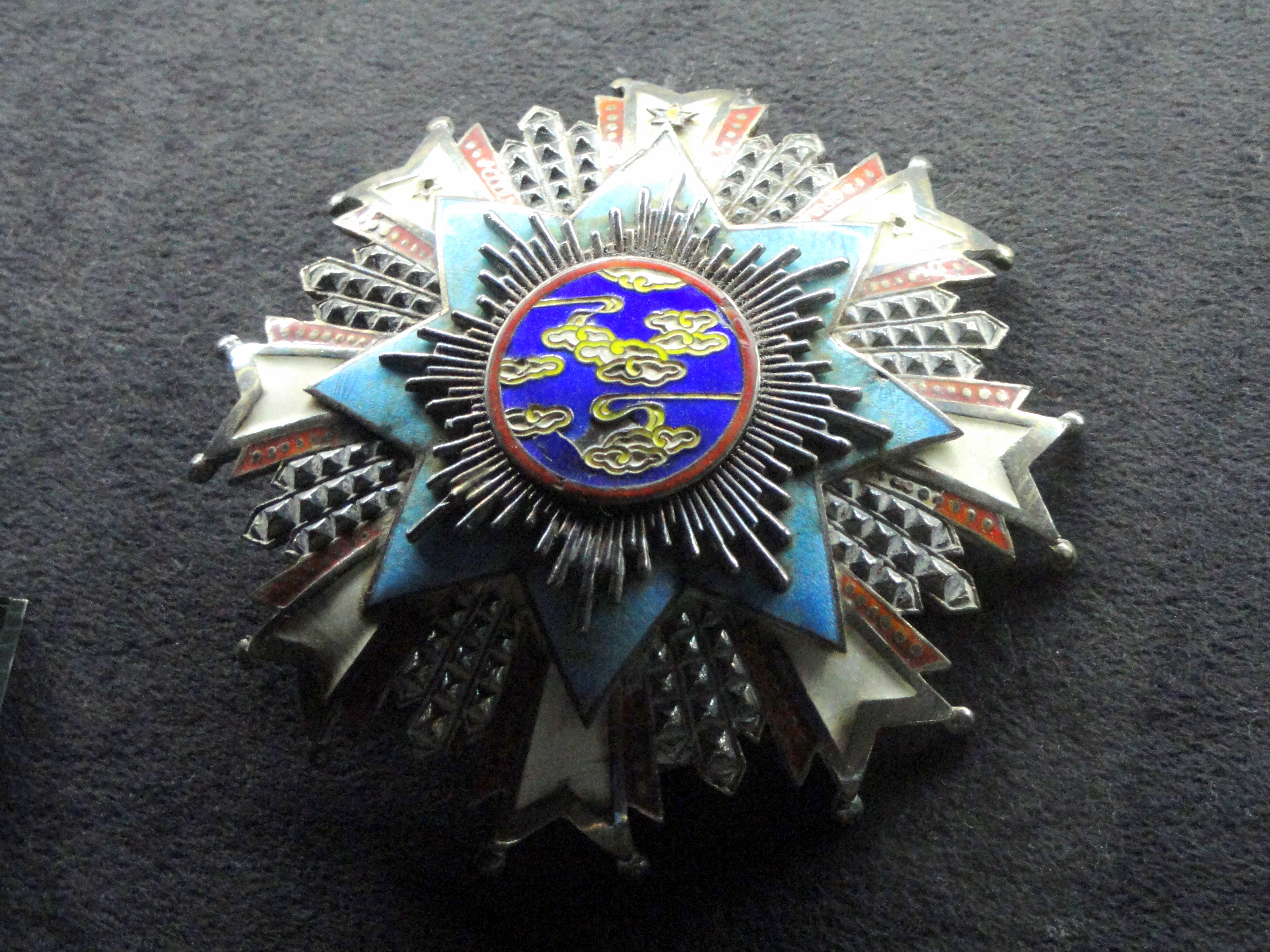
Orde van de Gunstige Wolken

De Orde van de Gunstige Wolken werd op 12 februari 1941 door de Chinese president Chiang Kai-shek ingesteld als beloning voor nationale en maatschappelijke ontwikkeling. Deze ridderorde kent negen graden.
De graden en versierselen van de Orde van de Gunstige Wolken
- Speciaal Grootlint
- Grootlint
- Groen Grootlint
- Speciale Cravatte
- Cravatte
- Speciaal Rozet
- Rozet
- Speciaal lint
- Lint

Toen in 1949 de verslagen Chinese regering naar Taiwan vluchtte bleef deze onderscheiding daar deel uitmaken van het decoratiestelsel van de Republiek China. De in Peking residerende regering van de Volksrepubliek China verleent deze onderscheiding niet.
De koninginnen Wilhelmina en Juliana der Nederlanden waren dragers van het grootkruis in deze orde.
| Batons van de Orde van de Gunstige Wolken | Batons van de Orde van de Gunstige Wolken | Batons van de Orde van de Gunstige Wolken | Batons van de Orde van de Gunstige Wolken | Batons van de Orde van de Gunstige Wolken | Batons van de Orde van de Gunstige Wolken | Batons van de Orde van de Gunstige Wolken | Batons van de Orde van de Gunstige Wolken | Batons van de Orde van de Gunstige Wolken |
| ----------------------------------------- | ----------------------------------------- | ----------------------------------------- | ----------------------------------------- | ----------------------------------------- | ----------------------------------------- | ----------------------------------------- | ----------------------------------------- | ----------------------------------------- |
| Speciaal Grootlint                        | Grootlint                                 | Groen Grootlint                           | Speciale Cravatte                         | Cravatte                                  | Speciaal Rozet                            | Rozet                                     | Speciaal lint                             | Lint                                      |

## Decoranti
- Haile Selassie, speciaal grootlint
- Mohammad Reza Pahlavi, speciaal grootlint
- Nancy Pelosi, speciaal grootlint (2022)